# Boulder Rock
Boulder Rock är en kulle i Antarktis. Den ligger i Östantarktis. Nya Zeeland gör anspråk på området. Toppen på Boulder Rock är 112 meter över havet.
Terrängen runt Boulder Rock är bergig åt sydost, men åt nordost är den kuperad. Havet är nära Boulder Rock åt nordväst. Trakten är obefolkad. 